# Cryptanura dicostata
Cryptanura dicostata là một loài tò vò trong họ Ichneumonidae.